# لو روی پرسی
لو روی پرسی (به انگلیسی: Le Roy Percy) سناتور سابق عضو حزب دموکرات ایالات متحده آمریکا بود. وی در سال ۱۹۱۰ تا ۱۹۱۳ میلادی سناتور ایالت میسیسیپی در سنای ایالات متحده آمریکا بود.